# Dasyhelea taurica
Dasyhelea taurica är en tvåvingeart som beskrevs av Remm och Zhogolev 1968. Dasyhelea taurica ingår i släktet Dasyhelea och familjen svidknott. Inga underarter finns listade i Catalogue of Life.